# Deutsche Olympiaqualifikation 1964/Sommerspiele/Schwimmen
Dieser Artikel beschreibt die Ergebnisse der Ausscheidungswettkämpfe im Schwimmen zur Bildung der gesamtdeutschen Mannschaft bei den Olympischen Sommerspielen 1964 in Tokio.
Die Ausscheidung im Schwimmen wurde vom 21. bis 23. August in der Elbeschwimmhalle in Magdeburg und vom 28. bis 30. August im Dortmunder Südbad nach dem Vorbild der US-Trials ausgetragen.

## Ergebnisse

### Männer

#### 100 m Kraul und 4 × 100 m Kraul
Ort: Dortmund
Die Teilnehmer wurden auf zwei Läufe aufgeteilt. Die drei Zeitschnellsten qualifizierten sich für das Einzelrennen, zu denen sich für die Staffel noch der Viertschnellste gesellte.
1. Lauf:
| * | Name          | Zeit (s) | * | in Tokio       |
| - | ------------- | -------- | - | -------------- |
| 1 | Horst Löffler | 55,1     | w | Halbfinale     |
| 2 | Uwe Jacobsen  | 55,6     | w | 8. Platz       |
| 3 | Frank Wiegand | 55,6     | o | Staffeleinsatz |

2. Lauf:
| * | Name               | Zeit (s) | * | in Tokio |
| - | ------------------ | -------- | - | -------- |
| 1 | Hans-Joachim Klein | 54,6 DR  | w | Bronze   |

Die Staffel gewann in Tokio Silber.

#### 400 m Kraul
Ort: Dortmund
| * | Name            | Zeit (min) | * | in Tokio |
| - | --------------- | ---------- | - | -------- |
| 1 | Frank Wiegand   | 4:18,4 ER  | o | Silber   |
| 2 | Wolfgang Kremer | 4:23,6     | w | Vorlauf  |
| 3 | Martin Klink    | 4:24,8     | o | Vorlauf  |

#### 1500 m Kraul
Ort: Magdeburg
| * | Name            | Zeit (min) | * | in Tokio |
| - | --------------- | ---------- | - | --- |
| 1 | Holger Kirschke | 17:35,9    | w | Vorlauf |
| 2 | Gerhard Hetz    | 17:48,5    | w | nicht angetreten |
| 3 | Martin Klink    | 17:55,1    | o | Für Klink schwamm in Tokio der bei der Ausscheidung viertplatzierte ostdeutsche Heinz Junga, der dort im Vorlauf ausschied. |

#### 200 m Rücken
Ort: Magdeburg
| * | Name                  | Zeit (min) | * | in Tokio   |
| - | --------------------- | ---------- | - | ---------- |
| 1 | Ernst-Joachim Küppers | 2:12,6 ER  | w | 5. Platz   |
| 2 | Jürgen Dietze         | 2:17,2     | o | Vorlauf    |
| 3 | Wolfgang Wagner       | 2:17,3     | o | Halbfinale |

#### 200 m Schmetterling
Ort: Dortmund
| * | Name                | Zeit (min) | * | in Tokio |
| - | ------------------- | ---------- | - | --- |
| 1 | Horst-Günter Gregor | 2:12,1 DR  | o | Für Gregor schwamm in Tokio der bei der Ausscheidung viertplatzierte ostdeutsche Wolfgang Platzeck, der dort im Vorlauf ausschied. |
| 2 | Hermann Lotter      | 2:13,4     | w | Vorlauf |
| 3 | Werner Freitag      | 2:14,0     | w | Halbfinale |

#### 200 m Brust
Ort: Magdeburg
| * | Name           | Zeit (min) | * | in Tokio   |
| - | -------------- | ---------- | - | ---------- |
| 1 | Egon Henninger | 2:31,8     | o | 5. Platz   |
| 2 | Willi Messner  | 2:35,4     | o | Halbfinale |
| 3 | Klaus Katzur   | 2:36,6     | o | Halbfinale |

#### 400 m Lagen
Ort: Dortmund
| * | Name            | Zeit (min) | * | in Tokio |
| - | --------------- | ---------- | - | -------- |
| 1 | Gerhard Hetz    | 4:53,0     | w | Bronze   |
| 2 | Dieter Pfeifer  | 5:03,0     | o | Vorlauf  |
| 3 | Stefan Weinrich | 5:03,7     | o | Vorlauf  |

#### 4 × 200 m Freistil
Ort: Magdeburg
Die Teilnehmer wurden auf zwei Läufe aufgeteilt. Die vier Zeitschnellsten qualifizierten sich für die Staffel.
1. Lauf:
| * | Name                | Zeit (min) | * |
| - | ------------------- | ---------- | - |
| 1 | Hans-Joachim Klein  | 2:00,1     | w |
| 2 | Horst-Günter Gregor | 2:00,4     | o |
| 3 | Frank Wiegand       | 2:00,8     | o |

2. Lauf:
| * | Name         | Zeit (min) | * |
| - | ------------ | ---------- | - |
| 1 | Gerhard Hetz | 2:02,2     | w |

Die Staffel gewann in Tokio Silber.

#### 4 × 100 m Lagen
Für die bei der Olympiade geschwommene Einzelstrecke 100 m Kraul wurde der bei der Ausscheidung und in Tokio schnellste Schwimmer Hans-Joachim Klein ausgewählt.
Für die drei weiteren Stilarten gab es Ausscheidungsschwimmen, die für die 100 m Rücken und 100 m Brust in Dortmund und für die 100 m Schmetterling in Magdeburg ausgetragen wurden.
Für die 100 m Rücken qualifizierte sich Ernst-Joachim Küppers (w), der mit 1:00,8 min Weltrekord schwamm. Für die 100 m Brust qualifizierte sich Egon Henninger, der mit 1:07,5 min deutschen Rekord schwamm. Für die 100 m Schmetterling qualifizierte sich Horst-Günter Gregor (o), der in 59,6 s deutschen Rekord schwamm.
Die Staffel gewann in Tokio Silber.

### Frauen

#### 100 m Kraul und 4 × 100 m Kraul
Ort: Dortmund
Die drei Zeitschnellsten qualifizierten sich für das Einzelrennen, zu denen sich für die Staffel noch die Viertschnellste gesellte.
| * | Name             | Zeit (min) | * | in Tokio |
| - | ---------------- | ---------- | - | --- |
| 1 | Martina Grunert  | 1:02,5 DR  | o | Vorlauf |
| 2 | Traudi Beierlein | 1:03,0     | w | Vorlauf |
| 3 | Rita Schumacher  | 1:03,2     | o | Vorlauf |
| 4 | Ursel Brunner    | 1:03,5     | w | Für Brunner schwamm in Tokio in der Staffel die bei der Ausscheidung fünftplatzierte ostdeutsche Heidi Pechstein. |

Die Staffel belegte in Tokio den 6. Platz.

#### 400 m Kraul
Ort: Magdeburg
| * | Name            | Zeit (min) | * | in Tokio |
| - | --------------- | ---------- | - | -------- |
| 1 | Martina Grunert | 4:52,7 DR  | o | Vorlauf  |
| 2 | Heidi Pechstein | 4:54,4     | o | Vorlauf  |
| 3 | Jutta Wanke     | 4:54,6     | o | Vorlauf  |

#### 100 m Rücken
Ort: Magdeburg
| * | Name                 | Zeit (min) | * | in Tokio |
| - | -------------------- | ---------- | - | -------- |
| 1 | Ingrid Schmidt       | 1:11,2     | o | Vorlauf  |
| 2 | Petra Nerger         | 1:11,2     | o | Vorlauf  |
| 3 | Helga Schmidt-Neuber | 1:11,4     | w | Vorlauf  |

#### 100 m Schmetterling
Ort: Magdeburg
| * | Name          | Zeit (min) | * | in Tokio   |
| - | ------------- | ---------- | - | ---------- |
| 1 | Heike Hustede | 1:07,8 DR  | w | 6. Platz   |
| 2 | Ute Noack     | 1:08,5     | o | Halbfinale |
| 3 | Ursel Brunner | 1:09,8     | w | Vorlauf    |

#### 200 m Brust
Ort: Magdeburg
| * | Name              | Zeit (min) | * | in Tokio |
| - | ----------------- | ---------- | - | -------- |
| 1 | Bärbel Grimmer    | 2:49,4     | o | 6. Platz |
| 2 | Wiltrud Urselmann | 2:50,5     | w | Vorlauf  |
| 3 | Ursula Küper      | 2:51,2     | o | 8. Platz |

#### 400 m Lagen
Ort: Dortmund
| * | Name             | Zeit (min) | * | in Tokio |
| - | ---------------- | ---------- | - | -------- |
| 1 | Veronika Holletz | 5:33,6 DR  | o | 4. Platz |
| 2 | Helga Zimmermann | 5:38,0     | o | Vorlauf  |
| 3 | Harriet Blank    | 5:39,6     | o | Vorlauf  |

#### 4 × 100 m Lagen
Für die drei bei der Olympiade geschwommenen Einzelstrecken 100 m Rücken, 100 m Schmetterling und 100 m Kraul wurden die bei der Ausscheidung und in Tokio jeweils schnellsten Schwimmerinnen ausgewählt. Das war beim Rückenschwimmen die ostdeutsche Ingrid Schmidt, beim Schmetterlingschwimmen die westdeutsche Heike Hustede und beim Freistilschwimmen die ostdeutsche Martina Grunert.
Für die 100-m-Bruststrecke gab es eine Ausscheidung in Dortmund, die von der ostdeutschen Bärbel Grimmer in 1:19,4 min gewonnen wurde.
Die Staffel wurde in Tokio im Finale disqualifiziert.